# Aka Manto
Aka Manto (赤マント, le manteau rouge) est une légende urbaine japonaise portant sur un esprit masqué vêtu d'un manteau rouge et hantant les toilettes d'établissements scolaires. Il apparaîtrait aux utilisateurs de ces toilettes, généralement la dernière cabine des toilettes des filles,
Il s'agirait de l'esprit d'un jeune homme victime de harcèlement du fait de sa grande beauté. Il aurait été retrouvé décédé dans les toilettes et viendrait se venger de l'humiliation vécue par son esprit à la suite de la découverte de son corps.[pas clair]
Dans la version la plus courante, et, en fonction des versions, cet esprit se manifeste dans les toilettes des écoles soit simplement par une voix désincarnée soit par une apparition physique. Lorsque la personne utilise les toilettes une voix lui demande si elle souhaite du papier rouge ou du papier bleu. Certaines versions mentionnent le choix entre un manteau rouge et un manteau bleu.
Le choix de l'une ou l'autre option entraînera la mort de la personne :
- si la personne répond souhaiter du papier rouge, Aka Manto la tue d'une manière violente, laissant sa victime couverte de sang[4] ;
  - une version raconte que l'esprit ne donne qu'une option en demandant à sa victime si elle souhaite mettre un manteau rouge, avant de lui arracher la peau du dos[5].
- si la personne répond souhaiter du papier bleu, elle est étranglée ou vidée de son sang sa peau devenant bleue[6],[7].
- si la personne tente de tromper l'esprit en choisissant une autre couleur, des mains apparaissent (parfois sortant des toilettes où la victime est assise), et traînent la victime en enfer[8].
  - Certaines versions racontent que répondre jaune conduit à se retrouver avec la tête enfoncée dans les toilettes que la personne vient d'utiliser[9].
- la victime doit ignorer l'esprit, s'enfuir ou rejeter les deux options pour survivre en répondant ne pas en avoir besoin[1] afin que l'esprit la laisse tranquille[10]. Cependant selon certaines versions cette réponse conduirait à la même fin que de répondre par une autre couleur, rendant la fuite impossible[11].

## Origines de la légendes
Différentes théories existent sur l'origine de la légende :
- un fait divers datant de 1906 (ja) dans la préfecture de Fukui où un homme portant une grande cape rouge a enlevé et tué trois personnes[12],[13].
- l'interpellation d'un homme en manteau rouge caché dans le placard à chaussures au sous-sol d'une école primaire d'Osaka vers 1935. Cette histoire se serait progressivement transmise à Tokyo puis à travers tous le Japon pour donner naissance à la légende[14].